# قله اسماعیل سامانی
قلّهٔ اسماعیل سامانی (به تاجیکی: Қуллаи Исмоили Сомонӣ, Qullai Ismoili Somonī) و (به روسی: пик Исмаила Самани, pik Ismaila Samani) بلندترین کوه کشور تاجیکستان است. پیشتر نیز این کوه بلندترین قله امپراتوری روسیه و نیز اتحاد جماهیر شوروی بوده‌است. نام این کوه از اسماعیل سامانی رئیس دودمان پادشاهی سامانیان نام‌گذاری شده است و در رشته‌کوه پامیر قرار دارد. دامنه‌های این کوه دارای یخچال‌های طبیعی می‌باشد.

## نام‌گذاری
این قلّه که در رشته‌کوه آکادمی علوم جای گرفته در سال ۱۹۳۳ به‌نام ژوزف استالین قله استالین (به روسی: Pik Stalina, пик Сталина) نامیده شد. در سال ۱۹۶۲ نامش به قله کمونیسم (به تاجیکی: Пики Коммунизм, Piki Kommunizm) و (به روسی: пик Коммуни́зма, Pik Kommunizma) تغییر داده شد. در سال ۱۹۸۹ بار دیگر تغییر نام یافت و از آن پس به نام اسماعیل سامانی از دودمان پادشاهی سامانیان نام‌گذاری شده‌است.

## تاریخچه
نخستین صعود به این قلّه در سال ۱۹۳۳ توسط یوگنی آبالاکوف، از کوهنوردان شوروی انجام گرفت.